# Cimetière militaire allemand de Sapignies
Le  cimetière militaire allemand de Sapignies (Deutscher Soldatenfriedhof Sapignies) est un cimetière militaire de la Première Guerre mondiale situé sur le territoire de la commune de Sapignies dans le département du Pas-de-Calais.

## Localisation
Le cimetière est situé rue de Biefvillers à Sapignies.

## Historique

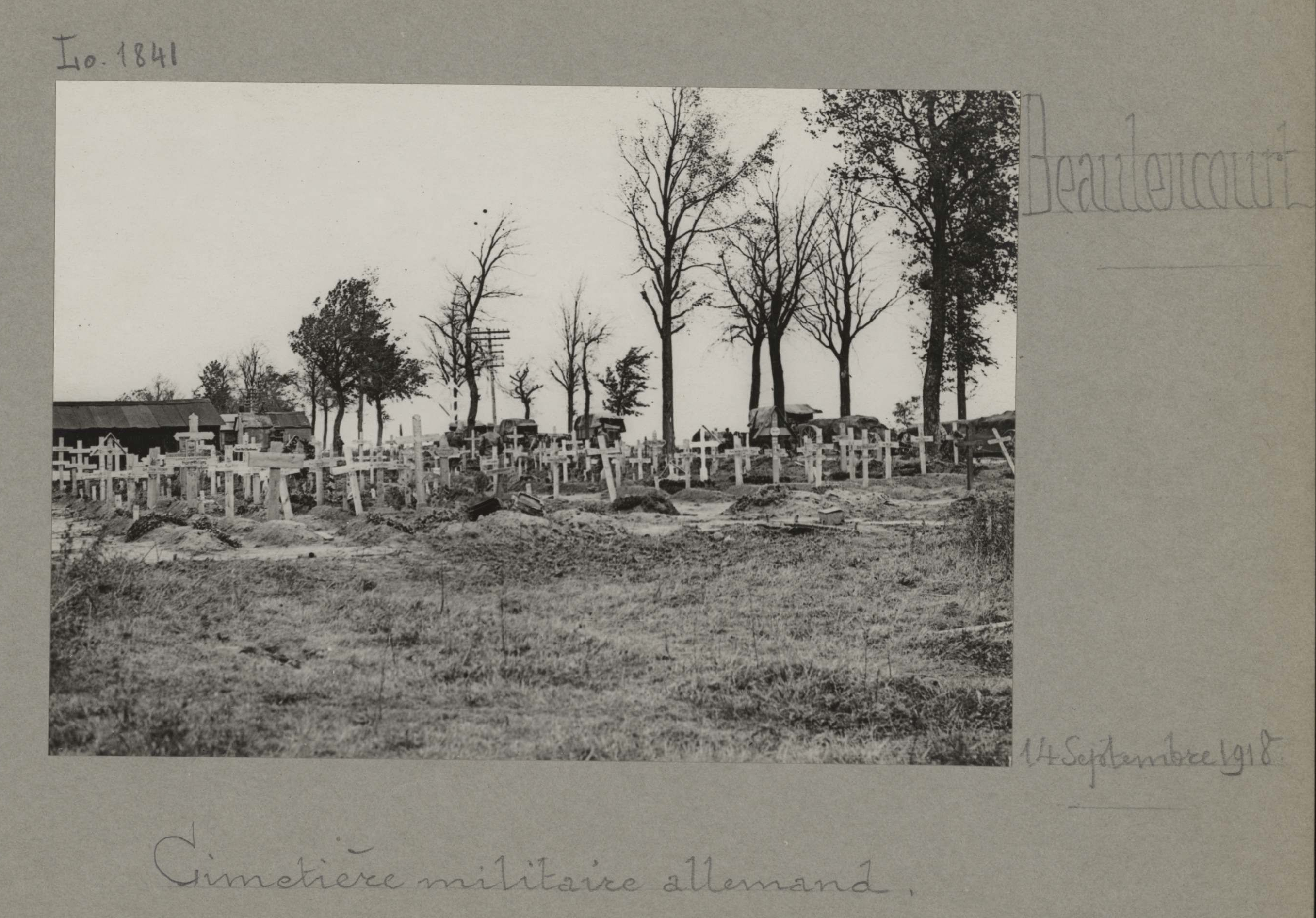
Cimetière provisoire allemand de Beaulencourt en septembre 1917 dont les corps ont été transportés dans les cimetières de Sapignies et Villers-au-Flos après l'armistice.

Occupé dès la fin août 1914 par les troupes allemandes, Sapignies est resté dans la zone des combats tout au long de la guerre jusqu'à sa libération définitive en septembre 1918 par les troupes britanniques. Ce cimetière militaire a été créé en 1916 pour inhumer les corps de soldats allemands tombés lors de la bataille de la Somme de juillet à novembre 1916. Après l'armistice, les autorités françaises y ont regroupé 400 corps qui avaient été inhumés provisoirement à Favreuil.
Pendant l'entre-deux-guerres, sur la base d'un accord conclu en 1926 avec les autorités militaires françaises, de nombreux arbres ont été plantés.
En 1977, le Volksbund Deutsche Kriegsgräberfürsorge  a procédé à la conception définitive du cimetière et au remplacement des anciennes croix de bois provisoires par des croix en métal comportant les noms et dates de ceux qui reposent ici.

## Caractéristique
Ce vaste cimetière est agrémenté de nombreux arbres. Il comporte les tombes de 1 550 soldats allemands.

## Galerie

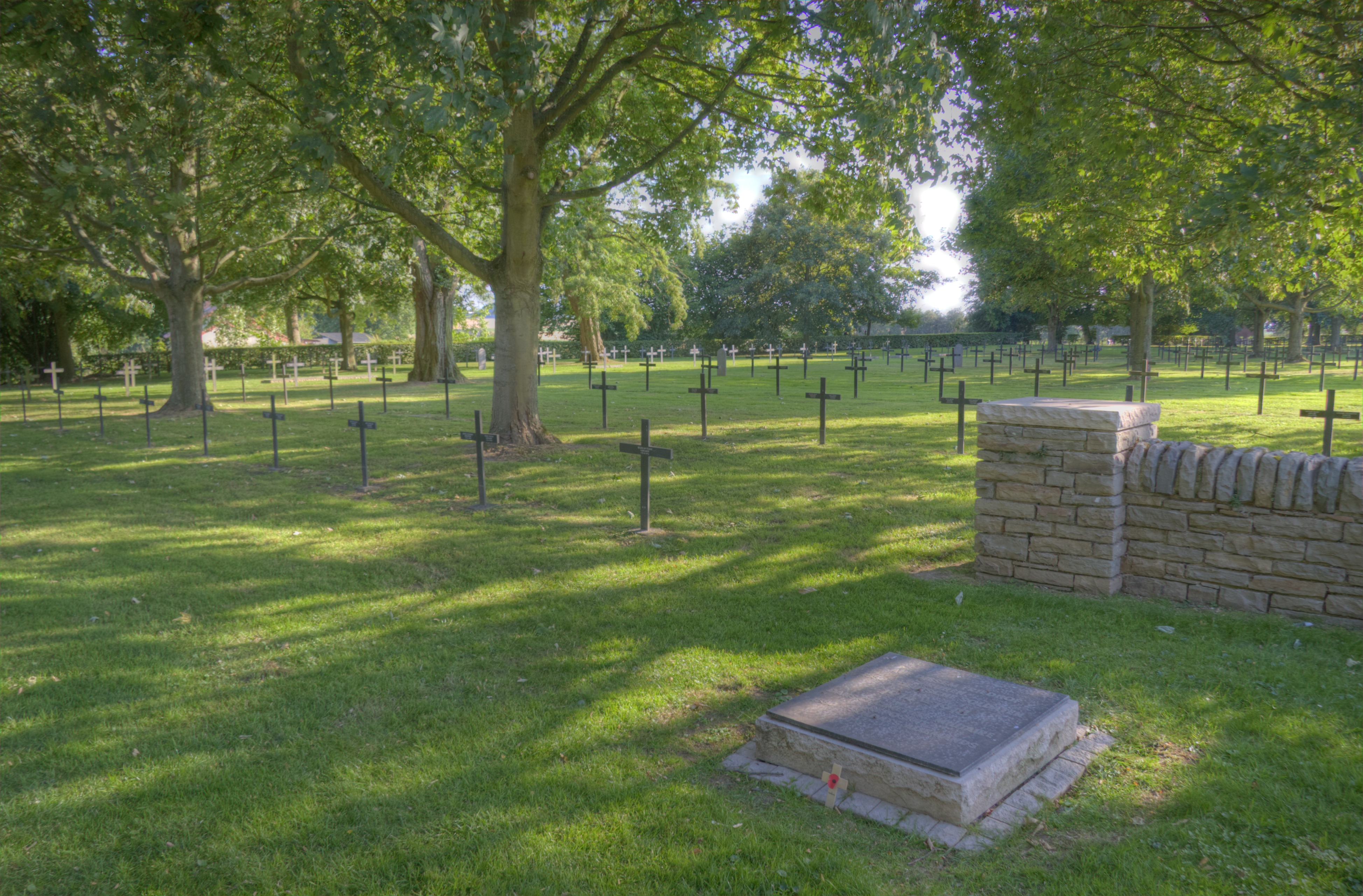
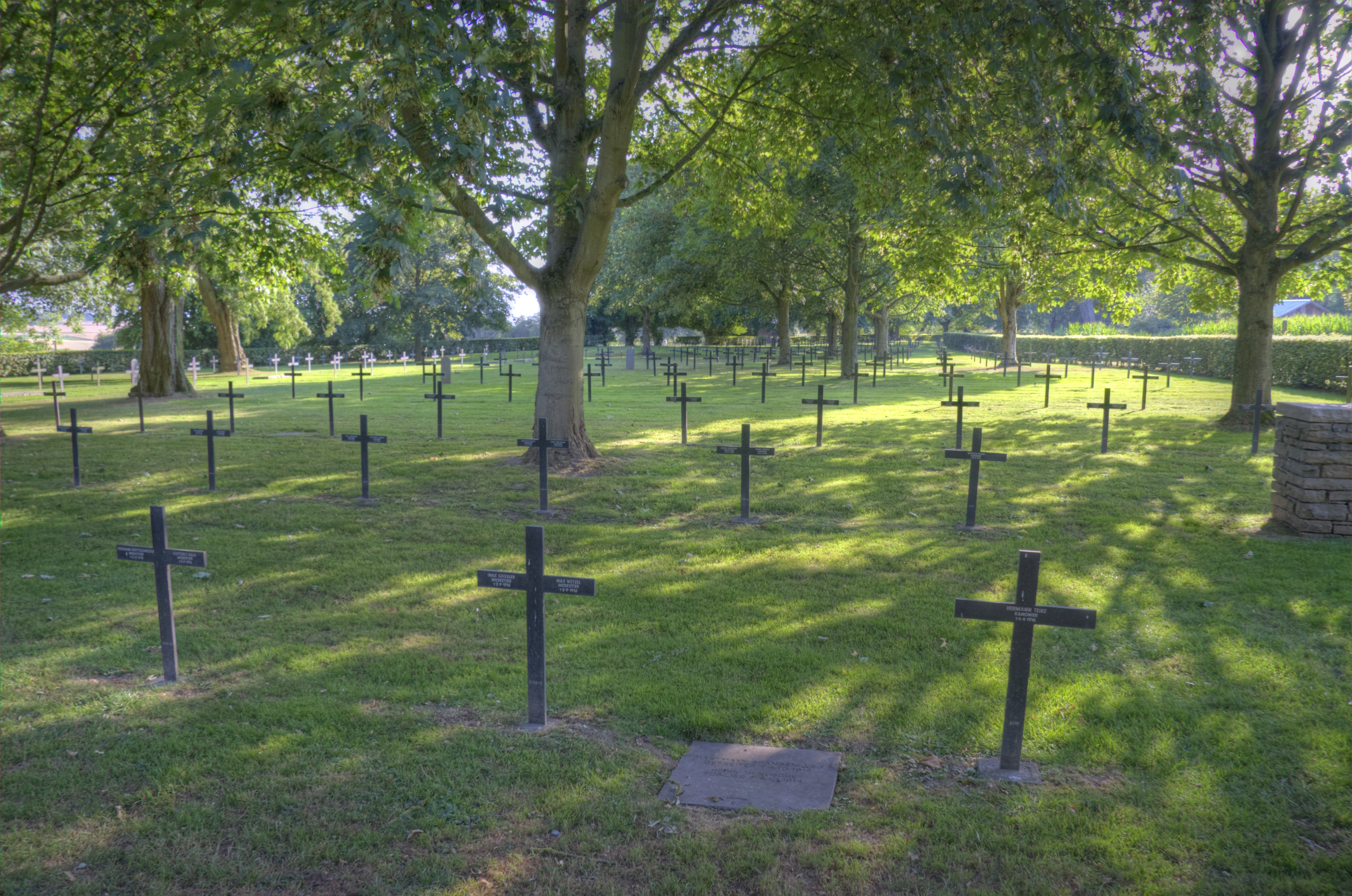

## Sépultures
| Pays      | Sépultures |
| --------- | ---------- |
| Allemagne | 1 550      |

## Pour approfondir